# 滝元順
滝元 順（たきもと じゅん、1951年8月5日）は、日本の牧師。愛知県に牧師の息子として生まれる。現在、「全日本リバイバル甲子園ミッション」から始まった、日本のリバイバル運動の一翼を担うと共に、新城教会の牧師として働いている。さらに、「リバイ バル聖書神学校」の常任講師として、キリスト教指導者養成にも当たっている。また、霊的問題を扱う実践者として、多くの実を結んでいる。単立教会新城教会主任牧師。

## 経歴
- 1951年 滝元明と滝元清子の長男として愛知県北設楽郡津具村(現・設楽町津具)に生まれる。
- 1970年 ゴスペルグループ「グロリアシンガーズ」を結成する。
- 1980年頃新城教会の副牧師に就任する。
- 1992年　全日本リバイバル・ミッションの甲子園ミッションの事務の責任を担う。
- 1994年　リバイバル神学校開校時より「霊的戦いの諸相」を講義する。
- 1999年　新城教会主任牧師に就任する
- 2012年　リバイバル聖書神学校の「霊的戦い専門課程」の常任講師となる。

## 著書
- 『主が立ち上がられた日』プレイズ出版、1996年
- 『悪霊を捕虜とせよ』プレイズ出版　2001年
- 『クリスチャンって最高だ！』プレイズ出版　2002年
- 『人生街道53次』プレイズ出版　2002年
- 『神の栄光を取り戻せ』プレイズ出版　2006年
- 『霊的戦いと教会の問題解決力』地引網出版　2007年
- 『The Day the Lord Arose(主が立ち上がられた日：英語版)』プレイズ出版
- 『주께서 일어서신 날(主が立ち上がられた日：韓国語版)』プレイズ出版